# Euphorbia adenochlora
Euphorbia adenochlora är en törelväxtart som beskrevs av Charles Morren och Joseph Decaisne. Euphorbia adenochlora ingår i släktet törlar, och familjen törelväxter. Inga underarter finns listade i Catalogue of Life.

## Bildgalleri

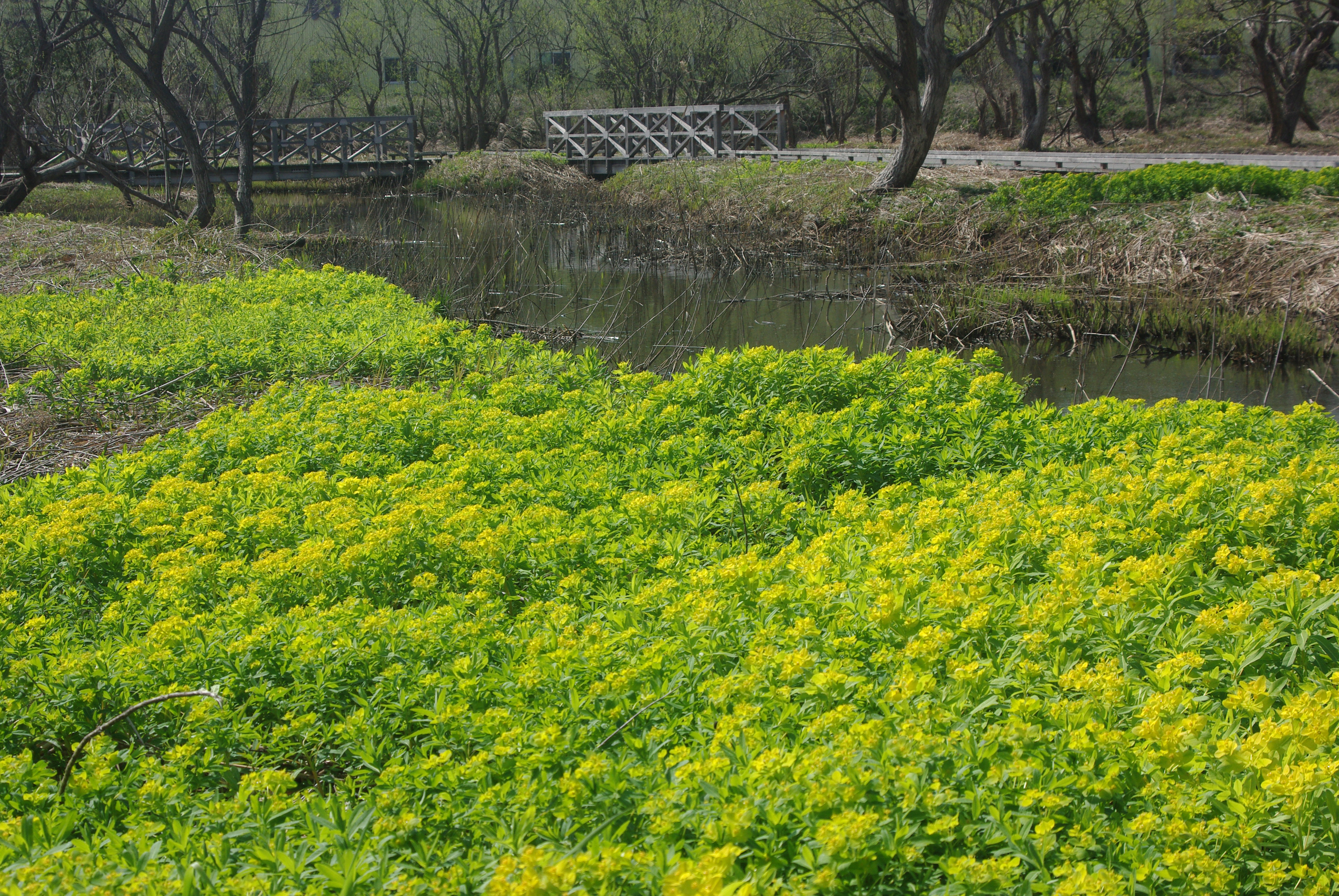
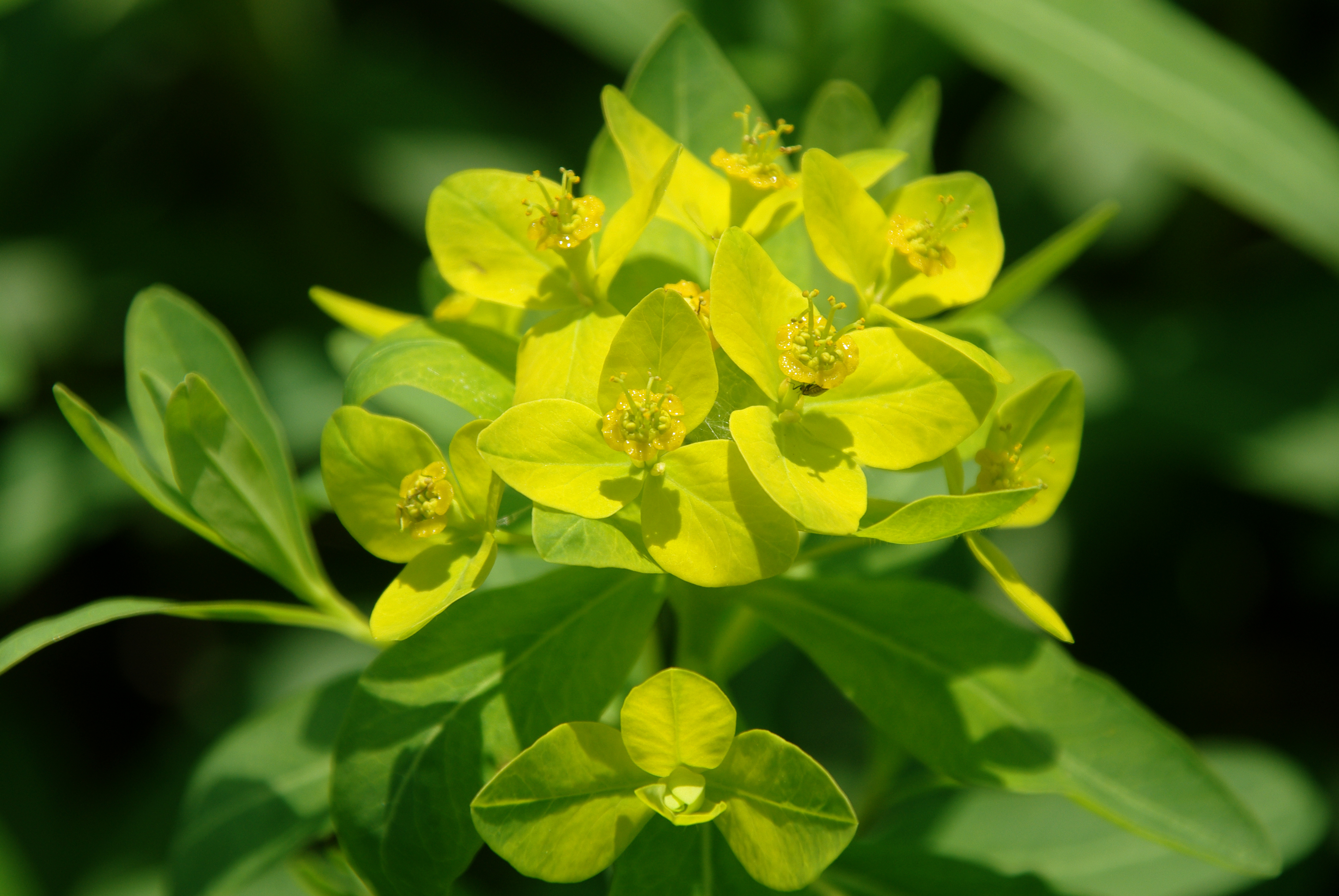